# Thilo Bock

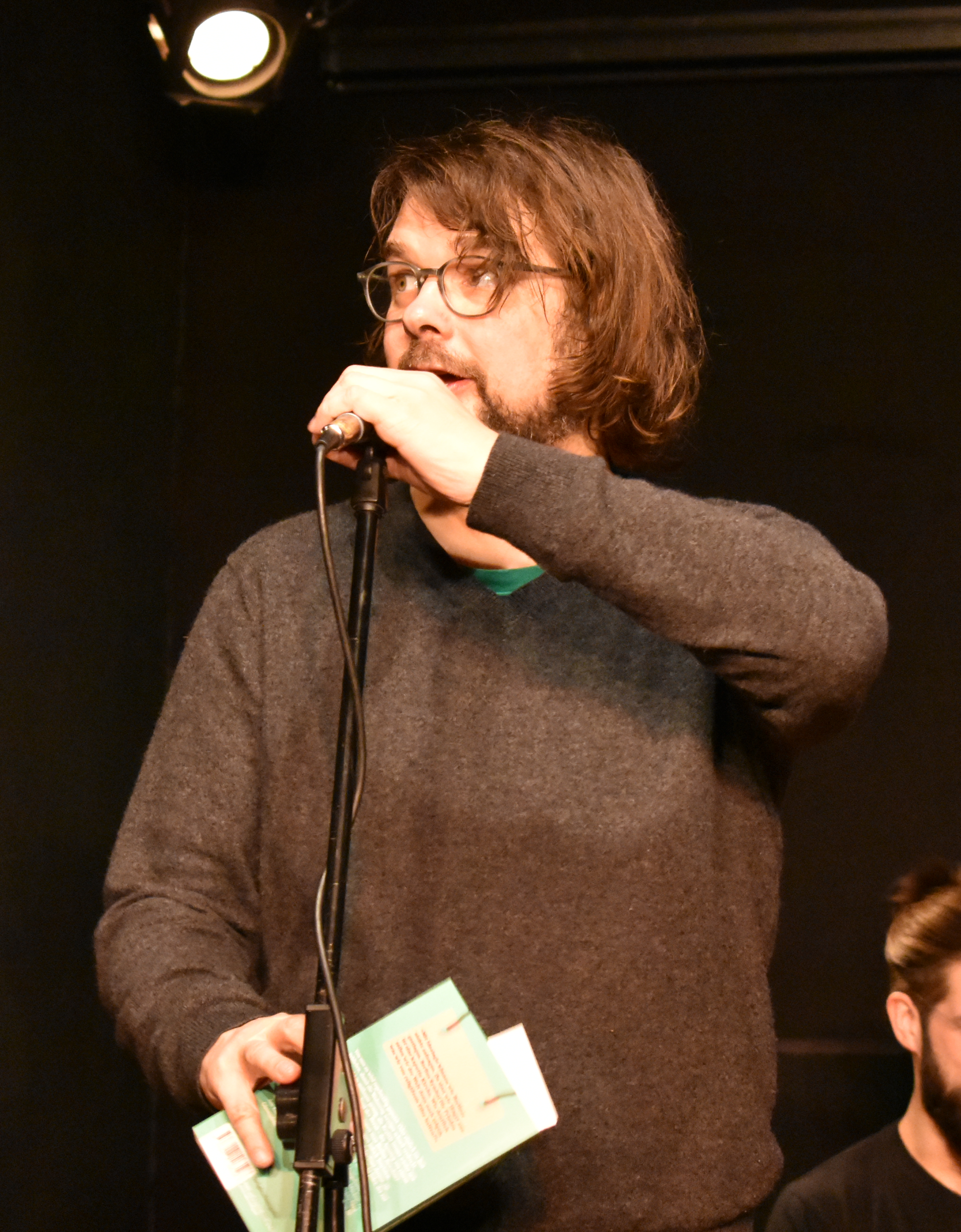
Thilo Bock, Januar 2020

Thilo Bock (* 2. Juli 1973 in Berlin) ist ein deutscher Autor.

## Leben
Bock wuchs in Berlin-Reinickendorf auf. Er studierte an der TU Berlin Neuere Deutsche Philologie, Alte Geschichte und Vergleichende Literaturwissenschaften und wurde dort über Hugo Ball und die literarische Bühne promoviert.
Für seinen Roman Senatsreserve von 2011 erhielt Bock das Alfred-Döblin-Stipendium der Berliner Akademie der Künste. Bock erzählt darin die Geschichte eines Studenten und Praktikanten bei einem Anzeigenblatt für das Märkische Viertel in den 1970er und 1980er Jahren, der einem West-Berliner Immobilienskandal auf die Schliche kommt.
Neben seinen Veröffentlichungen schreibt Bock auch Texte für das Kabarett Die Stachelschweine. Bock ist aktiv in den Berliner Lesebühnen, wo er liest und singt. Seit 2016 ist er Mitglied der Weddinger Brauseboys.
Er gehört zur Redaktion der Zeitschrift Salbader  („Zentralorgan der Berliner Lesebühnen“).
2016, 2018 und 2023 erhielt Bock das Arbeitsstipendium des Berliner Senats.

## Veröffentlichungen
- 1997: Vogel sucht Fallschirm, Erzählungen, Verlag am Park
- 2009: Die geladene Knarre von Andreas Baader, Roman, Kiepenheuer & Witsch
- 2011: Senatsreserve, Roman, Frankfurter Verlagsanstalt
- 2013: Dichter als Goethe, Erzählungen, Satyr
- 2014: Tempelhofer Feld, Roman, Fuchs & Fuchs
- 2016: „Eine lebendige Zeitschrift gewissermaassen“ – Hugo Ball und die literarische Bühne, Verbrecher Verlag
- 2016: Das auffallend unauffällige Leben der Haushälterin Hannelore Keyn in der Villa Grassimo zu Wewelsfleth, Geistergeschichten. Gemeinsam mit Peter Wawerzinek. Verbrecher Verlag
- 2017: Ick kieke, staune, wundre mir. Berlinerische Gedichte von 1830 bis heute, gesammelt und ediert gemeinsam mit Ulrich Janetzki und Wilfried Ihrig. Die andere Bibliothek
- 2019: Der Berliner ist dem Pfannkuchen sein Tod, Erzählungen, Satyr
- 2022: Du bist für misch wie Camembert. Verfressene Verse, Gedichte, Eulenspiegel